# Blygrå eufonia
Blygrå eufonia (Euphonia plumbea) är en fågel i familjen finkar inom ordningen tättingar.

## Utseende och läte
Blygrå eufonia är en liten och mestadels grå fink med gult på buken och en kontrasterande blåaktig näbb. Könen är lika. Bland lätena hörs en ramsa föregången av en vass, stigande ton och andra läten mer lika andra eufonior.

## Utbredning och systematik
Fågeln förekommer från södra Venezuela till Guyana, Surinam och norra Amazonområdet i Brasilien. Den behandlas som monotypisk, det vill säga att den inte delas in i några underarter.

### Familjetillhörighet
Tidigare behandlades släktena Euphonia och Chlorophonia som tangaror, men DNA-studier visar att de tillhör familjen finkar, där de tillsammans är systergrupp till alla övriga finkar bortsett från släktet Fringilla.

## Levnadsätt
Blygrå eufonia är rätt ovanlig och begränsad till buskmarker och uppväxt ungskog på eroderad sandig jord. Likt andra eufonior lever den av frukt. Den ses vanligen i par som ibland rör sig långa avstånd i jakt på föda. Ibland ansluter den även till kringvandrande artblandade flockar. Den ses oftast sittande högt upp på exponerade grenar.

## Status
Arten har ett stort utbredningsområde och beståndet anses stabilt. Internationella naturvårdsunionen IUCN listar den därför som livskraftig (LC).